# Ronald Wayne
Ronald Gerald Wayne (1934) és el tercer i poc conegut fundador d'Apple Inc. (amb Steve Jobs i Steve Wozniak).
Ell va ser qui va fer el primer logotip d'Apple (un dibuix d'Isaac Newton sota d'un pomer). A part d'això, va escriure el manual d'instruccions de l'Apple I i el conveni de col·laboració.

## El començament a Apple
Wayne va treballar a Atari, on va coincidir amb Jobs temporalment, abans que els tres fundessin Apple el 1976. Jobs el va incorporar al projecte Apple per evitar que es produís algun obstacle en la votació de les decisions dels Steve, i va rebre una participació d'un 10% quan es va fundar l'empresa.

## Venta de la seva participació en l'empresa
Ronald Wayne va seguir treballant a Atari, perquè no es fiava molt de la nova empresa, a la qual va renunciar onze dies després de la fundació.
Probablement es basava en que ell mateix, feia quatre anys, va haver de tancar la seva petita empresa d'enginyeria "Siand" de Las Vegas.
Quan Jobs va aconseguir comprar els materials necessaris a terminis i, per altra banda, entregar cinquanta ordinadors a compte, Wayne temia que el comprador no pagués i els creditors d'Apple li exigissin a ell el compte. Així que aviat va perdre la fe ella i va vendre les accions per vuit-cents dòlars tan sols unes setmanes després que Apple comencés a fabricar els seus primers equips informàtics.

## El que hagués guanyat a Apple
Poc després l'empresari Mike Markkula va invertir més de 250.000 dólars en capital de risc a Apple. El primer any de funcionament va arribar un volum de negoci de 174.000 dólars. El 1977, aquestes vendes varen agafar la xifra de 2.7 milions, el 1978 de 7.8 milions i de 117 milions el 1980. Dos anys més tard, el 1982, aquestes xifres van arribar per primera vegada a un volum de més de 1.000 milions de dolars de venda anual. Les accions de Wayne haguessin estat valorades en uns 6.000 o 7.000 milions de dolars. En canvi, va dir que no lamentava la venda de la seva participació de l'empresa per 800 dolars, ja que va dir que va prendre "la millor decisió que podria haver pres en aquell moment".